# 吉の浦火力発電所
吉の浦火力発電所（よしのうらかりょくはつでんしょ）は、沖縄県中頭郡中城村字泊509-2にある沖縄電力の天然ガス火力発電所。

## 概要
新たな埋立が不要で、大型LNGタンカーの着岸が可能であることから、新日本石油（後のENEOS）沖縄油槽所跡地が選定された。沖縄電力初のLNG（液化天然ガス）火力であり、初のコンバインドサイクル発電方式を導入した発電所となる。天然ガスの一部は都市ガス用として、2013年～2014年度をめどに沖縄ガスに供給されることが2009年に公表され、2015年8月12日に沖縄ガスへの供給を開始した。
2012年6月に1号機が試運転を開始し、同年11月27日に営業運転を開始。2013年5月23日には2号機が運転を開始した。

## 発電設備
- 総出力：53.7万kW（2015年3月20日現在。マルチガスタービン発電所出力分を含む）
- 発電方式：1,200℃級コンバインドサイクル発電方式
- 使用燃料：LNG
- 熱効率：約51%（低位発熱量基準）

1号機
定格出力：25.1万kW
　　ガスタービン：18.5万kW × 1軸
　　蒸気タービン： 6.6万kW × 1軸
営業運転開始：2012年11月27日
2号機
定格出力：25.1万kW
　　ガスタービン：18.5万kW × 1軸
　　蒸気タービン： 6.6万kW × 1軸
営業運転開始：2013年5月23日
3号機（計画中）
定格出力：25.1万kW
　　ガスタービン：18.5万kW × 1軸
　　蒸気タービン： 6.6万kW × 1軸
営業運転開始：2022年以降
4号機（計画中）
定格出力：25.1万kW
　　ガスタービン：18.5万kW × 1軸
　　蒸気タービン： 6.6万kW × 1軸
営業運転開始：2022年以降

### 吉の浦マルチガスタービン発電所
- 東日本大震災を踏まえた災害対策として設置された燃料多様型のガスタービン発電設備で2015年3月20日に運転を開始した。沖縄本島全域が電源喪失により停電した場合の系統立上げ電源、LNG燃料タンクの保安電源、および通常時の電力ピーク対応電源として活用することを目的としている[8]。

1号ガスタービン
発電方式：ガスタービン発電方式
定格出力：3.5万kW
使用燃料：LNG、灯油、バイオエタノール（通常はLNGを使用）
営業運転開始：2015年3月20日